# Le petit oiseau va sortir
Pour plus de détails, voir Fiche technique et Distribution.
Le petit oiseau va sortir (Hold That Pose) est un court métrage d'animation américain de la série de Dingo, réalisé par Jack Kinney et produit par les studios Disney, sorti le 3 novembre 1950 aux États-Unis.

## Synopsis
Dingo s'exerce à un nouveau hobby, la photographie. Il part dans le bois et est confronté à un ours, Nicodème.

## Fiche technique
- Titre : Le petit oiseau va sortir
- Titre original : Hold That Pose
- Série : Dingo
- Réalisation : Jack Kinney
- Scénario : Dick Kinney, Milt Schaffer
- Musique: Paul J. Smith
- Producteur : Walt Disney
- Société de production : Walt Disney Productions
- Animateur[1],[2] : Edwin Aardal, Hugh Fraser, John Sibley
- Layout: Al Zinnen
- Décors : Ed Levitt
- Effets d'animation[1] : Jack Boyd
- Distributeur : RKO Radio Pictures et Buena Vista Pictures
- Pays de production :  États-Unis
- Langue : Anglais
- Format : Couleur (Technicolor) - Son : Mono (RCA Sound System)
- Durée : 6 min 52 s[2]
- Date de sortie : 
  - États-Unis : 3 novembre 1950[3]

## Voix originales
- Pinto Colvig : Dingo (voix)
- John McLeish : Narrateur

## Voix françaises

### 1erdoublage (date inconnue)
- Roger Rudel : Narrateur
- ??? : Dingo

### 2edoublage (1989)
- Michel Beaune : Narrateur
- ??? : Dingo
- Daniel Gall : Narration traductive
- Gérard Rinaldi : Dingo (version alternative 1991)

## Autres titres
- Suède : Jan Långben som fotograf, Jan Långbens nya hobby

## Commentaires
- Il pourrait être associé à la série des Comment faire... sous le titre Comment faire de la photographie
- Ce film voit l'apparition de l'ours Nicodème (Humphrey)[4].